# لويس بورسيل
لويس بورسيل (بالإنجليزية: Louis Purcell)‏ هو مصارع رياضي أمريكي، ولد في 24 أكتوبر 1972.

## وصلات خارجية
- لويس بورسيل على موقع أوليمبيديا (الإنجليزية)